# Bethlentanya
Bethlentanya (románul: Poiana Frății) falu Romániában, Erdélyben, Kolozs megyében.

## Fekvése
Magyarfráta közelében fekvő település.

## Története
Bethlentanya (Poiana Frății) korábban Magyarfráta része volt. 1956-ban vált önálló településsé 572 lakossal.
A 2002-es népszámlálás adatai szerint 263 lakosából 6 magyar, 257 román volt.